# Brug Piet Mondriaansingel
De Brug Piet Mondriaansingel (brug B314) is een bouwkundig kunstwerk in Diemen.
De brug maakt deel uit van de ontwikkeling van de woonwijken in Holland Park. Die wijk werd aan de westzijde begrensd door de Bergwijkdreef, die op een dijklichaam lag.Om de woonwijken toegankelijker en opener te maken werd die van oorsprong "dreef" vanaf het noorden afgegraven; daar lag zij toch al maaiveldniveau vanwege de doorgang onder metro- en spoorstation Station Diemen Zuid. In Holland Park werden veelal woningen gebouwd terwijl aan de overzijde van die dreef een soort winkelcentrum op een studentencampus was ontstaan. Bij het afgraven van de dreef kwam het rijdek lager te liggen en werd met een zigzag naar het westen verlegd. Tegelijkertijd werd er ook een gracht naast gegraven. Om de verbinding te leggen tussen woonwijk en winkelcentrum opteerde de gemeente Diemen voor een voetbrug over het water, gevolgd door een voetgangerveilige oversteekplek, al moest de bewoners daar even op wachten. De groenstrook tussen dreef en gracht moest eveneens nog ingericht worden.
De voetbrug, die al snel ook door fietsers werd gebruikt, is opgetrokken uit staal en composiet, dus redelijk onderhoudsvrij. De brug wordt tussen de betonnen landhoofden ondersteund door een Y-vormige brugpijler die scheef uit het water stijgt. Het brugdek heeft een flauwe knik. De metalen leuning wijken enigszins naar buiten. De brug werd in december 2020 geopend. De brug is ontworpen door Karres en Brands (Landschapsarchitecten) in samenwerking met ingenieursbureau ABT (techniek).
De brug sluit in het oosten aan op de oever van de Piet Mondriaansingel, vernoemd naar Piet Mondriaan.